# Oskar Kusch

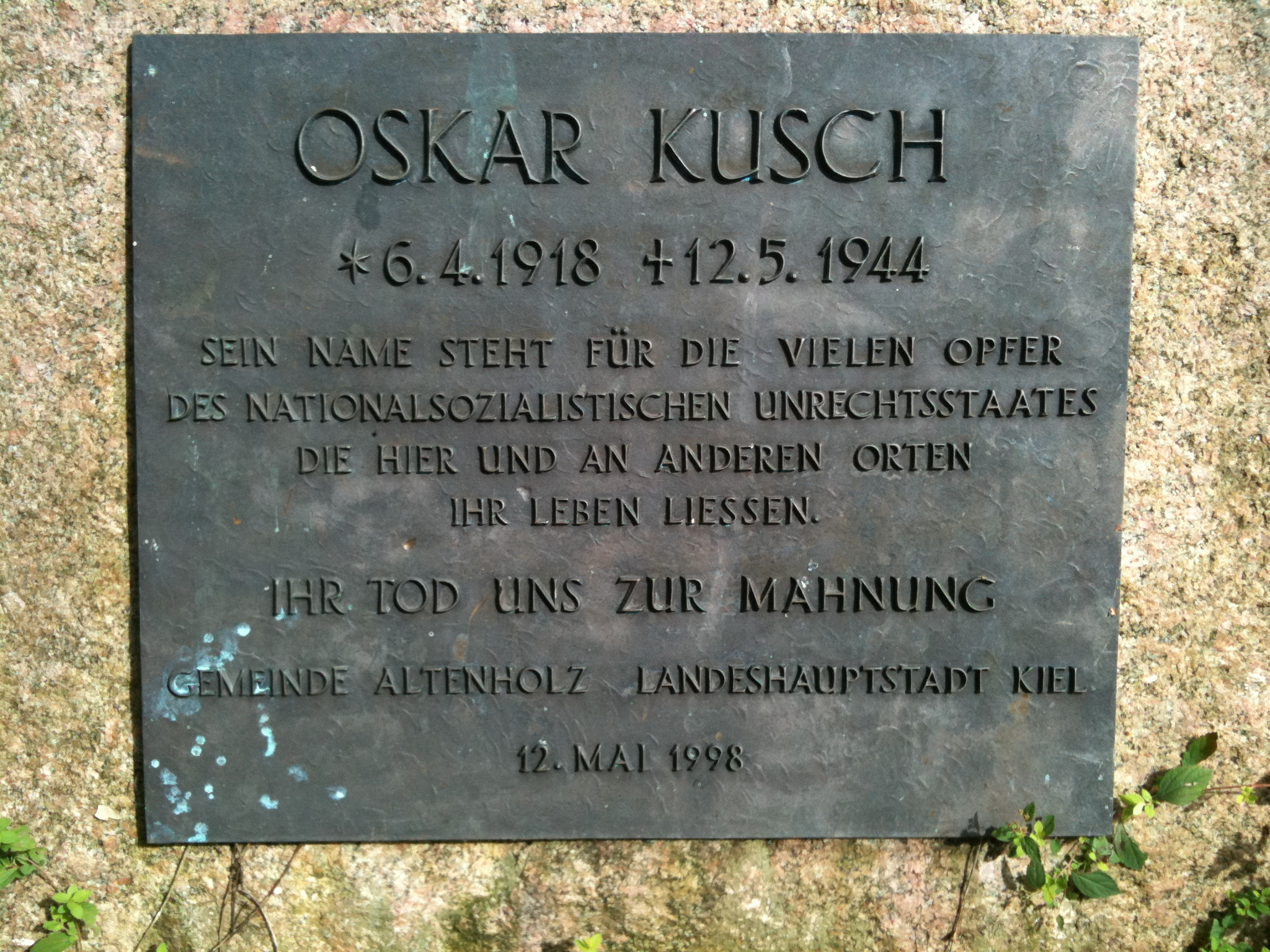
Gedenktafel in der Oskar-Kusch-Straße in Altenholz-Knoop in der Nähe seiner Hinrichtungsstätte

Oskar Heinz Kusch (* 6. April 1918 in Berlin; † 12. Mai 1944 in Kiel) war ein deutscher Marineoffizier und U-Boot-Kommandant im Zweiten Weltkrieg, der wegen regimekritischer Äußerungen gegen den NS-Staat zum Tod verurteilt und hingerichtet wurde.

## Jugendzeit
Kusch besuchte von 1928 bis 1936 das Hohenzollerngymnasium in Berlin-Schöneberg, wo er im Herbst 1936 das Reifezeugnis erhielt. Als Zehnjähriger kam er 1928 zur Bündischen Jugend und gehörte der Deutschen Freischar und dem Deutschen Pfadfinderbund an. Aus der Ringgemeinschaft deutscher Pfadfinder bildete sich der „Tahoe-Ring“, woraus 1932 der Jungenbund „Südlegion“ hervorging, wo auch Kusch aktiv war. Diese Gruppe interessierte sich für humanistische Literatur und Philosophie. Die Gruppe wurde 1933, als die Unterdrückung der Bündischen Jugend begann, als Spielschar in die Hitlerjugend (HJ) übernommen und später illegal weitergeführt, als die Säuberung der HJ vorgenommen wurde. Kusch schied 1935 aus der HJ aus, nachdem die von ihm geführte Gruppe der Spielschar „Oskar“ aufgelöst worden war. Jedoch gehörte er der Gruppe bis 1937 illegalerweise weiter an.
Einige Anzeichen weisen darauf hin, dass Kusch während dieser Zeit von der Gestapo überwacht wurde. So die Angabe der Staatspolizeistelle (STL) Berlin und die Bemerkung der STL, Kusch habe sich in Briefen an seinen ehemaligen Gruppenführer der Bündischen Jugend Pallas in „krasser Form“ über den Reichsarbeitsdienst geäußert, den er von Oktober 1936 bis März 1937 abgeleistet hatte.

## Marinezeit
Oskar Kusch trat am 3. April 1937 als Seeoffiziersanwärter (Crew 37a) in die Kriegsmarine ein. Kuschs Wunsch, Seemann zu werden, dürfte mehrere Gründe gehabt haben. Seine Mutter sagte 1949: „Insbesondere beschäftigte er sich mit Marinebüchern und äußerte früh den Wunsch, er wolle Kommodore werden. […] Als mein Sohn dann selbst Kommandant eines U-Bootes wurde, war er sehr stolz darauf.“
Die Begeisterung für die Marine, Abenteuerlust und der in der bündischen Jugend geschulte Führerinstinkt spielten wohl auch eine Rolle.
Vermutlich waren jedoch politische und ideologische Erwägungen ausschlaggebend. Denn in § 26 des Wehrgesetzes heißt es: „Die Soldaten dürfen sich politisch nicht betätigen. Die Zugehörigkeit zur NSDAP oder einer ihrer Gliederungen oder zu einem der ihr angeschlossenen Verbände ruht für die Dauer des aktiven Wehrdienstes.“, was Kusch wohl sehr gelegen kam. Die Wehrmacht – und besonders die Marine – galt als Ort, an dem man sich dem Griff der NSDAP entziehen konnte, denn die Wehrmachtführung war sehr auf ihre Autonomie erpicht.
Hinzu kommt: Das Ergreifen eines zivilen Berufs hätte sich als schwierig erweisen können, da hierfür oftmals eine Mitgliedschaft in einer NS-Organisation erforderlich war, was Kusch ideologisch bedingt ablehnte. Außerdem musste er auch aufgrund seiner illegalen Tätigkeit in der Bündischen Jugend mit Schwierigkeiten bei diesem Vorhaben rechnen.
So kam es, dass Kusch nach Aufenthalten auf verschiedenen Lehrschiffen und Teilnahme an Lehrgängen als Fähnrich zur See vom 3. April 1939 bis zum 31. März 1940 auf dem Leichten Kreuzer Emden stationiert war. Die Ausbildung zum Wachoffizier in der U-Bootwaffe dauerte vom 1. April bis zum 27. September 1940; am 25. Juni 1941 wurde er erstmals an Bord von U 103 als zweiter Wachoffizier (II. W.O.) eingesetzt.
Oskar Kusch wurde für seine Leistungen am 1. September 1941 zum Oberleutnant zur See befördert und erhielt am 10. November 1941 das Eiserne Kreuz II. Klasse, nach Ende der Feindfahrt auf U 103 am 5. Juni 1942 das Eiserne Kreuz I. Klasse. Nachdem er den Kommandantenlehrgang im August 1942 abgeschlossen hatte, stieg er wieder auf U 103 ein, diesmal als I. WO. Nach dem Einlaufen in den U-Boot-Bunker in Lorient erhielt Kusch am 8. Februar 1943 das Kommando über U 154.

## Geschehnisse an Bord vonU 154

### Die Mannschaft vonU 154
Die Besatzungsstärke des U 154 betrug 48 Mann, darunter vier Offiziere (Kommandant, I. und II. Wachoffizier [W.O.] und Leitender Ingenieur [L.I.]) sowie 44 Unteroffiziere und Mannschaften. Oberleutnant zur See Ulrich Abel, der I. W.O., wurde am 3. März 1912 geboren und fuhr nach seinem Abitur von 1929 bis 1932 zur See. 1938 wurde er von der Preußischen Universität zu Greifswald zum Dr. iur. promoviert. Er starb als Kommandant von U 193 nach dem 28. April 1944, spätestens im Mai 1944. II. W.O. war Oberleutnant zur See Heinrich Meyer, Leitender Ingenieur Kurt Druschel, vor seinem Eintritt in die Kriegsmarine ein „hoher Hitler-Jugendführer“.

### Kuschs erste Feindfahrt als Kommandant vonU 154
Am 20. März 1943 verließ U 154 mit ihrem neuen Kommandant Kusch Lorient, um zur insgesamt fünften Feindfahrt aufzubrechen. Kurz vor der Ausreise gab Kusch seinem Heizer mit den Worten „Nehmt das mal weg da, wir betreiben hier keinen Götzendienst“ den Befehl, das im Offizierraum befindliche Führer-Bild zu entfernen. Früh zeigte sich, dass zwischen Kusch und seinen Offizieren politische Gegensätze bestanden, denn Kusch als Gegner der nationalsozialistischen Regierung und Abel und Druschel als überzeugte Nationalsozialisten führten einige Streitgespräche, oft im Beisein der Mannschaft. Der Schiffsarzt Hans Nothdurft, nach dem Krieg Professor für Physiologie an der Universität Heidelberg, auf Kuschs zweiter Feindfahrt beschrieb Abel und Druschel später als „typische Offiziere, die an den Sieg glaubten und sich stets stolz als Gefolgsleute des Führers bezeichneten.“ Nach Zeugenaussagen sollen diese Gespräche trotz unüberwindbarer ideologischer Gegensätze jedoch stets in einem kameradschaftlichen Ton stattgefunden haben.
Kusch machte kein Hehl aus seiner antinationalsozialistischen Einstellung, im Gegenteil, seine Haltung war der gesamten Besatzung bekannt. Aufgrund der begrenzten räumlichen Verhältnisse auf dem U-Boot wird sich Kuschs Einstellung schnell herumgesprochen haben. Fähnrich Kirchammer sagte vor dem Kriegsgericht später aus: „Der Angeklagte sagte uns Fähnrichen mal, wir sollten uns eine eigene Meinung bilden und uns propagandistisch nicht beeinflussen lassen.“
Kusch verbreitete einen Witz unter der Besatzung: „Was haben das deutsche Volk und ein Bandwurm gemeinsam? Sie sind beide von brauner Masse umgeben und ständig in Gefahr, abgeführt zu werden.“
Zum Bruch zwischen den Offizieren kam es am 3. Juli 1943, als U 126 in unmittelbarer Nähe von U 154 durch einen Fliegerangriff versenkt wurde. Die beiden Boote befanden sich auf dem gemeinsamen Rückmarsch nach Lorient, als um 02:44 Uhr ein feindliches Flugzeug auftauchte und Wasserbomben auf die Boote abwarf. U 126 und U 154 tauchten sofort ab, um dem Angriff zu entgehen. Da nach dem Tauchen keine Kommunikation mit U 126 möglich war, ging Kusch davon aus, dass U 126 wie verabredet getaucht weitermarschiert sei und sich deshalb außer Reichweite befände. Jedoch hörte man in der Zentrale von U 154 kurz darauf knackende Geräusche, was auf die Implosion von U 126 aufgrund des Wasserdrucks schließen ließ. Kusch entschloss sich zum Weitermarsch unter Wasser und tauchte um 7:07 Uhr vier Seemeilen vom Ort des Angriffs entfernt auf, um nach Überlebenden zu suchen, brach aber um 8:33 Uhr aufgrund der Gefahr eines erneuten Angriffs ab.
Obwohl Kuschs Verhalten während des Angriffs und danach vom Befehlshaber der Unterseeboote als korrekt bewertet wurde, machte Abel laut Zeuge Kirchammer kurz nach dem Abtauchen seinem Kommandanten schwere Vorwürfe, dass dieser nicht intensive Rettungsversuche unternommen habe, denn auf U 126 fuhr ein guter Freund von Abel. Kusch lehnte aber das Auftauchen ab, um das eigene Boot nicht in Gefahr zu bringen. „Von dem Augenblick an sei Abel geradezu von Hass entflammt gewesen und das bisherige Einvernehmen, das er zwischen den Offizieren trotz ihrer völlig diametralen politischen Einstellung immerhin auf der fachlichen und kameradschaftlichen Ebene habe beobachten können, sei von jetzt an völlig zerstört gewesen.“
Hinzu kam, dass Abel nach der Fahrt von Kusch als nicht zum Kommandanten geeignet bewertet wurde. Der Funkmaat Janker hielt dies für „die eigentliche Ursache, die in Abel den Wunsch zur Rache und Revanche aufkommen ließ.“

### Kuschs zweite Feindfahrt als Kommandant vonU 154
Kuschs zweite Feindfahrt als Kommandant begann, als er mit U 154 am 2. Oktober 1943 den Hafen von Lorient verließ. Dass die politischen Gespräche zwischen Kusch auf der einen und Druschel und Abel auf der anderen Seite während der zweiten Fahrt immer heftigere Gestalt annahmen, bezeugte Funkmaat Kurt Isensee:
„Als Unterwasserhorcher wurde ich des Öfteren Zeuge von politischen Gesprächen, die im Offiziersraum stattfanden, und bei denen man deutlich erkennen konnte, daß es nicht nur um eine Unterhaltung ging wie bei der ersten Fahrt, sondern daß Druschel und Abel jede Gelegenheit zur Opposition nutzten. Auch ich bin der festen Überzeugung, daß diese gegnerische Stellungnahme der gekränkten Eitelkeit entsprang, die wiederum dadurch entstand, daß Oberleutnant Abel noch eine Fahrt als Kommandanten-Schüler machen mußte.“
Isensee stellte fest, dass „außer zwei oder drei Schmierernaturen die ganze Besatzung auf der Seite des Kommandanten stand.“ Er war deshalb der Meinung, Kuschs Äußerungen wären nicht wehrkraftzersetzend gewesen. Mit an Bord bei dieser Fahrt war der Stabsarzt des Heeres Nothdurft, um wissenschaftliche Messungen an Bord eines Frontbootes unter Tropenbedingungen durchzuführen. Nothdurft gab am 12. Juni 1946 vor dem CIC Heidelberg eine „Eidesstattliche Erklärung“ ab, die das Zusammenleben mit den Offizieren von U 154 beschrieb. In diesem Dokument schilderte er Kuschs Verhalten, jedoch im Gegensatz zu Isensee äußerte er sich negativ:
„Den Krieg hielt er für verbrecherisch und verloren, die U-Bootwaffe für lachhaft und erledigt. Er drängte diese Meinung jedem auf, obgleich die Leute aus Angst sie nicht hören wollten. […] Es kam daher oft zu heftigsten Auseinandersetzungen zwischen Abel und Druschel einerseits und Kusch andererseits.“
Im Laufe der zweiten Feindfahrt planten die Offiziere, Kusch zur Meldung zu bringen, was aber zunächst nach Nothdurfts Angaben unterblieben sei.
Er gab weiter an, Abel und Druschel seien bemüht gewesen, ihn auf ihre Seite zu ziehen und davon zu überzeugen, Kusch sei ein Feigling, Defätist und Hitlergegner. Abel und Druschel meinten es ernst mit ihrem Vorhaben: zu Nothdurft sagten sie: „Als Stabsarzt sind Sie der Ranghöchste an Bord. Das macht sie zu einem prächtigen Anführer unserer dienstlichen Mitteilung gegen Kusch. Als Heeresangehöriger scheiden Sie dafür aus, mit der Beseitigung Kuschs eigene Vorteile anstreben zu können.“
Kuschs Angewohnheit, feindliche Radiosender abzuhören, war später ein weiterer Vorwurf an ihn. Laut Nothdurft ließ sich Kusch „vom Funkmaaten mehrmals täglich feindliche Sender einstellen.“
Auch seine oft artikulierte Ablehnung gegen Hitler war später Anklagepunkt gegen ihn. Nothdurft berichtet, Kusch habe Hitler „einen Verrückten, einen Verbrecher, das größte Unglück, das dem deutschen Volk beschert werden konnte, und einen wahnsinnigen Teppichbeißer“ genannt.
Nothdurft meint, Hinweise darauf gesehen zu haben, Kusch hätte den Plan gehabt, überzulaufen und das Boot an den Feind zu übergeben. Laut Nothdurft entsprachen Kuschs politische Belehrungen „ohne jeden Zweifel […] gelegentlich der Aufforderung zur gemeinsamen Desertion mit dem ganzen Boot“. Dieser Aspekt war jedoch kein Bestandteil der Meldung Abels.

## Meldung und Verurteilung
Die Offiziere Druschel und Funke (der auf der zweiten Feindfahrt unter Kusch den II. WO Meyer ersetzt hatte) hielten sich an Nothdurfts Bitte, Kusch nicht zu melden. Am 12. Januar 1944 jedoch denunzierte Abel seinen Kommandanten Kusch in einer Meldung an die 3. Unterseebootslehrdivision, obwohl Nothdurft versucht hatte, dies zu verhindern. Abel meldete Kusch angeblich, nachdem er eine Ansprache von Korvettenkapitän Ernst Kals gehört hatte, der den Dönitzschen „Erlass gegen die Kritiksucht und Meckerei“  vom 9. September 1943 dargestellt hatte. Abel bestritt in seiner Vernehmung am 24. Januar 1944 den Vorwurf, er habe seine Meldung aus Gehässigkeit geschrieben.
Kapitän zur See Hans-Rudolf Rösing, Führer der U-Boote West, leitete am 16. Januar 1944 ein Ermittlungsverfahren gegen Kusch wegen „Zersetzung der Wehrkraft, Beschimpfen des Reiches und Greuelpropaganda“ ein. Kusch wurde am 20. Januar in Lorient verhaftet und in die Kriegswehrmachthaftanstalt Angers eingeliefert. Später wurde er in das Marine-Untersuchungsgefängnis in Kiel-Wik überstellt. Laut Anklageverfügung wurde Kusch wegen Verbrechen gegen § 5 Absatz 1 Ziffer 1 und 2 der Kriegssonderstrafrechtsverordnung (KSSVO) und nach § 1 der Verordnung über außerordentliche Rundfunkmaßnahmen angeklagt.
Die Verhandlung gegen Kusch begann am 26. Januar 1944 in Kiel beim Gericht des Höheren Kommandos der Unterseebootausbildung. Kuschs Wahlverteidiger Gerhard Meyer-Grieben hatte erst am Vorabend Akteneinsicht erhalten. Als Entlastungszeugen traten die ehemaligen Vorgesetzten von Kusch, Kapitänleutnant Gustav-Adolf Janssen und Korvettenkapitän Werner Winter, auf. Beide äußerten sich positiv über Kusch, mit dem sie freundschaftlich verbunden waren.
Am Abend des 26. Januar wurde Kusch „wegen fortgesetzter Zersetzung der Wehrkraft und wegen Abhörens von Auslandssendern zum Tode und zu einem Jahr Zuchthaus“ verurteilt, gleichzeitig wurden ihm die bürgerlichen Ehrenrechte entzogen. Der später hinzugefügte Vorwurf Abels der „Feigheit vor dem Feinde“ wurde hingegen von einem Gutachter als unbegründet zurückgewiesen. Das harte Urteil kam überraschend, da der Anklagevertreter nur eine Zuchthausstrafe von zehneinhalb Jahren beantragt hatte.
Trotz einer persönlichen Intervention Janssens bei Großadmiral Dönitz lehnte dieser eine Begnadigung ab.
Am Vortag der Hinrichtung schrieb Kusch einen Abschiedsbrief an seinen Freund Janssen, welcher auch nach dem Krieg für seine Ehrenrettung eintrat.
Am 12. Mai 1944 wurde Oskar Kusch in Kiel erschossen. Obwohl die Exekution nicht öffentlich bekanntgegeben wurde, sprach sie sich innerhalb weniger Wochen in allen Messen herum. Die Mitglieder von Kuschs alter Mannschaft erfuhren indes nichts über dessen Schicksal. Am 2. Juli 1944 wurde U 154 vor den Azoren versenkt.

## Posthumes
Nach dem Krieg bemühte sich Kuschs Vater um eine Rehabilitation seines Sohnes. 
Die Staatsanwaltschaft Kiel erhob gegen Karl-Heinrich Hagemann (Vorsitzender Marinerichter und ein überzeugter Nationalsozialist) Anklage wegen Verbrechen gegen die Menschlichkeit in zwei Fällen; Hagemann hatte Kusch und einen weiteren Kapitänleutnant zum Tode verurteilt. Vor dem Landgericht Kiel sagt Hagemann aus, er stehe zu seiner Entscheidung – und wurde im September 1950 freigesprochen.
Das Landgericht schrieb in seinem Urteil, politische Motive (für das Todesurteil) seien nicht zu erkennen, dafür aber ein militärisches Versagen Kuschs. Während des Prozesses hatte auch Kuschs Freund Gustav-Adolf Janssen ausgesagt.
Horst von Luttitz war ein guter Freund und Crewkamerad von Kusch und behielt nach dessen Erschießung den Nachlass. Aus diesem wurden später u. a. Zeichnungen aus der Gefängniszeit öffentlich ausgestellt.  Weitere Zeichnungen wurde durch von Luttitz unter dem Pseudonym Walter Klenck 1987 in einem Roman veröffentlicht.  Darin schildert er die eigenen Kriegserlebnisse (im Roman als Graf Torra) und die seines Freundes und Crewkameraden Kusch (im Roman als Oskar Burk) einschließlich seiner Verurteilung wegen Wehrkraftzersetzung.
Eine Anfrage der Landtagsabgeordneten Christel Aschmoneit-Lücke beim schleswig-holsteinischen Justizministerium machte den Fall in den 1990er Jahren wieder publik. Aufgrund der Arbeit des Marinehistorikers Heinrich Walle, der die Akten des Falles ausgewertet hatte, wurde Kusch 1996 rehabilitiert. Im Jahr 1998 wurde die Straße, die an der Hinrichtungsstätte vorbeiführt, in Oskar-Kusch-Straße umbenannt. Dort befindet sich auch der oben abgebildete Gedenkstein.
In der historischen Halle des Marine-Ehrenmals Laboe erinnert ein Aufsteller an das Leben und Schicksal von Oskar Kusch. Die Deutsche Marine hat 2021 die ehemalige Scheermole im Marinestützpunkt Kiel in Oskar-Kusch-Mole umbenannt.